# Реформа заробітної плати в СРСР 1956–1962 років

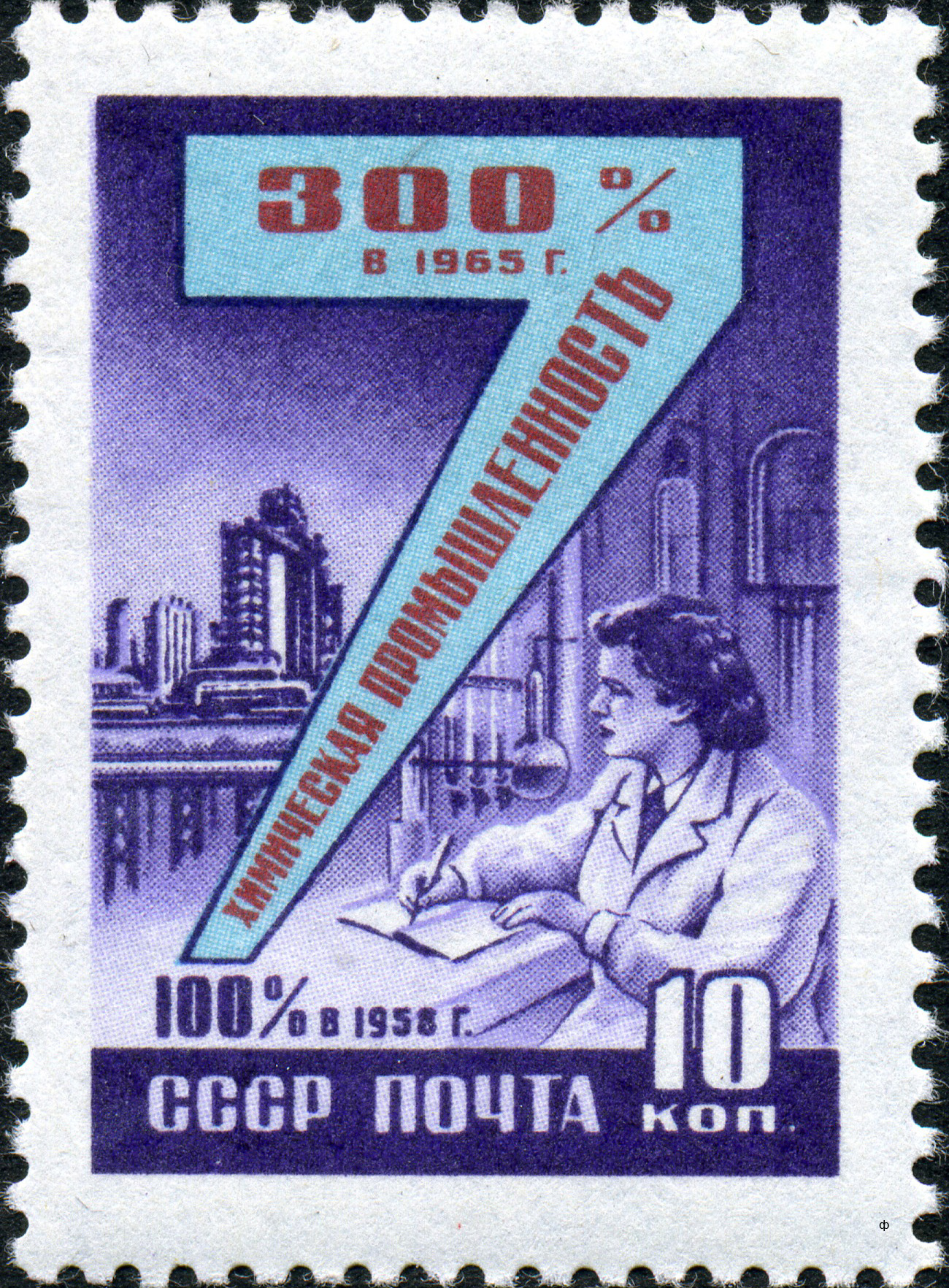
Радянська поштова марка 1959 року. Марка відзначає зростання хімічної промисловості.

В епоху Хрущова, особливо з 1956 по 1962 роки, Радянський Союз намагався здійснити великі реформи у сфері заробітної плати, спрямовані на відволікання радянських промислових робітників від думки про перевиконання квот, що характеризували радянську економіку в попередній сталінський період, до більш ефективної фінансової діяльності стимулювання .
Протягом усього періоду сталінізму більшість радянських робітників отримували заробітну плату  за відрядною формою оплати праці. Таким чином, їхня індивідуальна заробітна плата була пов'язана з обсягом роботи, яку вони виконували. Метою даної політики було заохотити робітників до праці, а отже, якомога більше збільшити виробництво. Система відрядних ставок призвела до зростання бюрократії та сприяла значній неефективності радянської промисловості. Крім того, керівники фабрик часто маніпулювали особистими виробничими квотами, що надавалися робітникам, щоб запобігти занадто низькій заробітній платі.
Реформи заробітної плати проводилися з метою запропонувати ефективний фінансовий стимул радянським працівникам шляхом стандартизації заробітної плати та зменшення залежності від понаднормових та преміальних виплат. Однак керівники підприємств часто не бажали вживати заходів, які могли б ефективно знизити заробітну плату робітників, і часто ігнорували вказівки, які вони отримували. Брак промислових матеріалів, необхідність здійснення швидкого виробництва призвело до явища, відомого як "штурм". Поширеність штурму означало, що можливість пропонувати бонусні виплати була життєво важливою для повсякденного функціонування радянської промисловості.

## Передумови

### Існуюча система

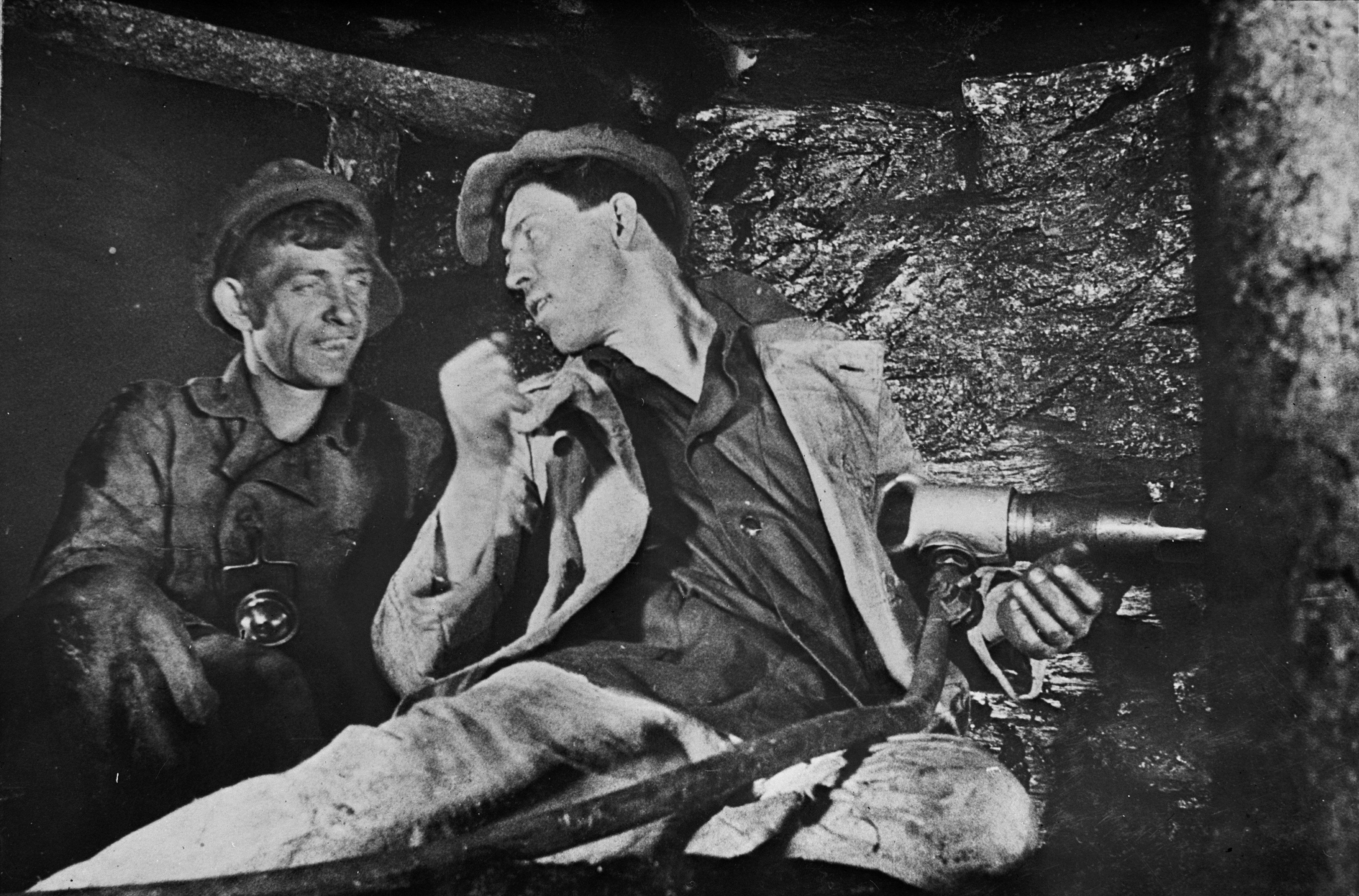
Олексій Григорович Стаханов (праворуч), видобувач вугілля, який, як відомо, за одну зміну скоротив у 14 разів свою добову квоту вугілля, був представлений радянською владою як зразок для робітників.

У період сталінізму метою Радянського Союзу було досягти економічного зростання за рахунок збільшення промислового виробництва. У 1927–1928 рр. загальна сума радянського виробництва становила 6 млрд. рублів, але до 1932 р. щорічне виробництво зросло до 23,1 млрд. рублів.  Фабрики та промислові підприємства активно заохочувались до "досягнення будь-якою ціною" , перевищивши заявлені цілі, отримуючи більше продукції. Наприклад, гасло першої п’ятирічки «П’ятирічка за чотири роки!»  закликало працівників виконувати поставлені цілі держави роком раніше запланованого.
Дане виробництво набуло поширення у радянській промисловості, і зокрема процес, відомий як "штурм" (російською мовою: штурмовщина), був ендемічним; він складався з прискорених програм, згідно з яких заводи намагалися виконати всі свої щомісячні квоти виробництва за дуже короткий проміжок часу. Як наслідок – брак промислових матеріалів, що залишало фабрики без ресурсів для завершення виробництва. Для своєчасного виконання щомісячних квот робітникам доводидося працювати понаднормово, що призвело до їх виснаження та непрацездатності.
Для заохочення окремих працівників використовувалися виплати за відрядною формою оплати праці, які залежали від індивідуальних квот на обсяг роботи та основної заробітної плати (ставки). Підвищення ставки залежало від збільшення виробництва. У 1956 р. приблизно 75 відсотків радянських робітників отримували заробітну плату за такою відрядною системою , тому більшість радянських робітників могли значно збільшити свої заробітки, збільшивши свою продукцію. 
Середні ставки заробітної плати в Радянському Союзі оприлюднювались достатньо рідко. На думку деяких вчених, це відбувалося через бажання, радянського уряду приховати низькі середні заробітки. Алек Нове писав у 1966 р. (коли статистика заробітної плати була опублікована вперше після Другої світової війни), що відсутність прозорості навколо середньої заробітної плати мала на меті перешкодити радянським робітникам виявити величезні диспропорції, які існували між заробітною платою в різних галузях радянської економіки.

### Проблеми
Відрядна форма оплати праці була запроваджена у план першої п’ятирічки в 1928 році і відтоді майже не змінювалася. На практиці вона призвела до низки неефективностей у радянській промисловості. Одним з аспектів було величезне бюрократичне управління, яке брало участь в управлінні виплатами заробітної плати. Кожне радянське міністерство чи урядове відомство встановлювало свої ставки та шкали заробітної плати за роботу на підпорядкованих фабриках чи підприємствах. В межах одного міністерства спостерігалася різнорівнева оплата праці, в залежності від продукції  фабрики, її місця розташування та ін.
Почасові робітники – працівники, яким платили за проведений на роботі час, а не за виготовлену продукцію – також отримували премії за результати виконаної роботи. Щоб запобігти низькій заробітній платі працівників, керівники довільно дотримувались квот або пропонували робочим способи маніпулювати результатами своєї роботи.  Такий спосіб використовувався для безперервної роботи фабрик, а не через турботу про особистий добробут робітників. Довільний спосіб встановлення квот для різних галузей призвів до високого рівня незавершеного виробництва в галузях, де було важче перевиконати квоти виробництва. Тому керівники намагалися утримувати квоти навмисно низькими, залучаючи робітників на свої заводи та гарантуючи досягнення своїх цілей.
Навіть без управлінських маніпуляцій квоти дуже часто були низькими і їх було легко перевиконати. Зменшення квот відбулося під час Другої світової війни, щоб дати змогу працівникам виконати план виробництва. У таких галузях, як машинобудування, робітники подвоювали основну заробітну плату за рахунок премій. 

## Реформа
Після смерті Сталіна у Радянському Союзі відбувся процес відходу від сталіністської політики, відомої як десталінізація. Її метою було не лише припинення використання терору та системи ГУЛАГу, що існували за часів Сталіна, але й реформування економічної політики Радянського Союзу. У 1950-х роках мало місце відставання радянської економіки від запланованого випуску кількох основних матеріалів, включаючи вугілля, залізо та цемент, а продуктивність праці значно зросла. У травні 1955 р. газета "Правда" (офіційна газета ЦК Компартії) опублікувала оголошення про створення Державного комітету праці та заробітної плати щодо внесення змін до заробітної плати та централізованої системи коригування заробітної плати. У липні 1955 р. Прем'єр-міністр СРСР Микола Булганін наголосив на необхідності припинення застарілих квот на роботу та заробітну плату, через що Радянський Союз міг краще стимулювати робітників і зменшити оборот робочої сили . Подальша шоста п’ятирічка на 1956–1960 роки складалася з закликів до реформи заробітної плати. Реформи мали кілька цілей, найважливішою з яких було створення більш послідовної системи стимулювання робітників. Вважалося, що реформи допоможуть зменшити рівень відходів та неправильного розподілу робочої сили, які були притаманні радянській промисловості.

### Положення

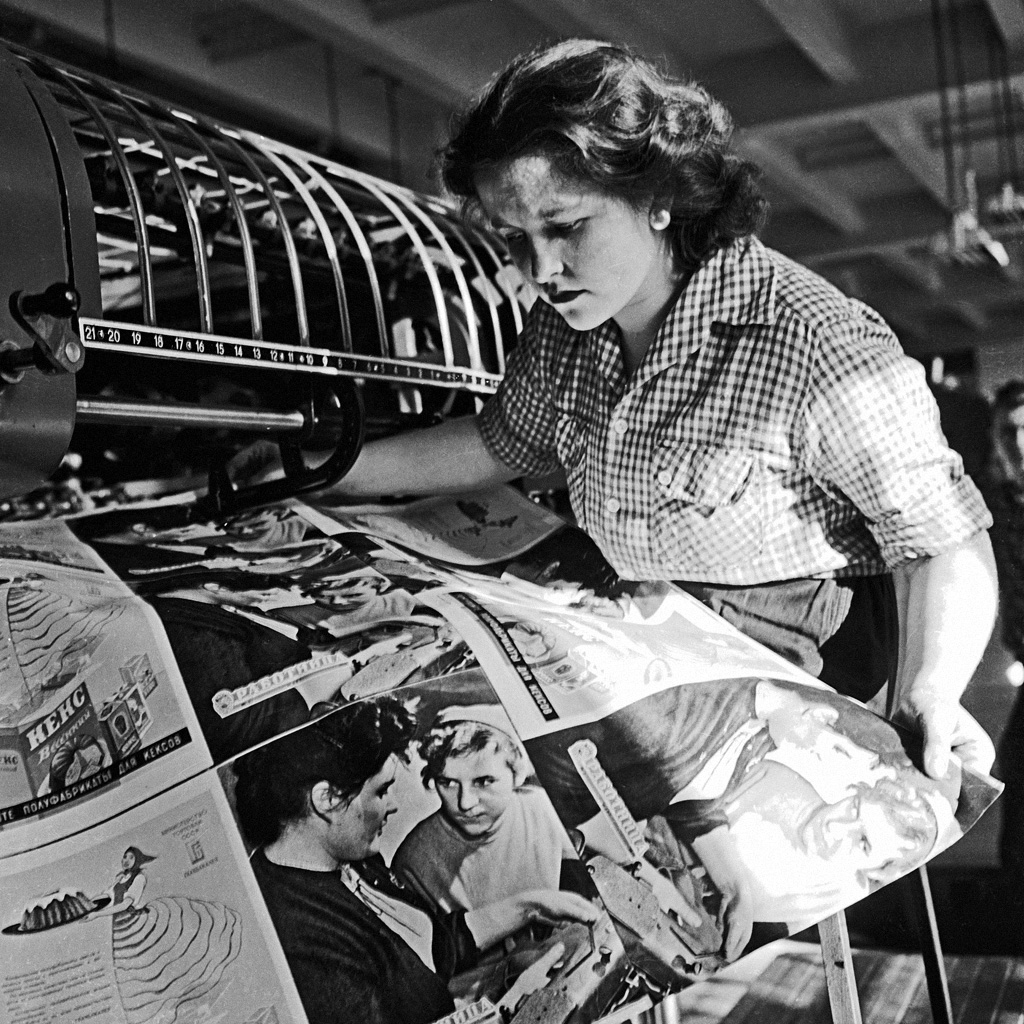
Лідія Кулагіна, працівник друкарні газети " Правда" (1959)

Введення шостого п’ятирічного плану призвело до  ключових змін у заробітній платі радянських робітників. Останню було збільшено з метою зменшення тиску на перевиконання квот, а отже, зменшення тиску на маніпуляції чи негативні результати.  Підвищення заробітної плати обмежувалось найнижче оплачуваними робочими місцями, оскільки радянський лідер Микита Хрущов прагнув, щоб його розглядали як "друга для негідника". Очікувалося, що підвищення заробітної плати за низькооплачувану роботу стимулюватиме більшу кількість жінок до промисловості, а призупинення високооплачуваних робочих місць стримуватиме людей від звільнення з роботи. 
По-друге, квоти були підвищені, щоб обмежити можливість працівників перевиконати цілі. Що стосується почасових робочих, квоти залишались незмінними, але робочий день зменшився до шести годин.  Деякі підвищення сягали значного росту: у випадку машинобудівних підприємств квоти були збільшені на 65 відсотків. 
Кількість тарифних ставок та шкал заробітної плати значно зменшилася; це не лише скоротило бюрократію, але й призвело до прагнення працівників виконувати різнорівневі завдання. Це дозволило менеджерам краще розподіляти робочу силу та зменшувати частоту вузьких місць, що виникають на виробництві, оскільки оплата праці здійснювалася однаково незалежно від виконаної роботи. 
Основні зміни відбулися у способі винагородження за перевиконання. Прогресивні відрядні тарифи, де ставки збільшувалися зі зростом обсягів виробництва, були припинені, і робітникам виплачувались одноразові бонуси при перевищенні квоти.  Там, де бонусні ставки зберігались за кожен відсоток перевиконання, вони обмежувались. Наприклад, в машинобудуванні премії не могли перевищувати 20 відсотків від їх звичайного заробітку. 
Працівники, завдання яких вважалися занадто важливими для оплати за відрядною ставкою, були переведені на метод часової ставки. Це відбувалося з урахуванням міркувань безпеки та стосувалося тих, хто проводить технічне обслуговування або ремонт обладнання. 